# Navalagamella
Navalagamella är en kommun i Spanien.  Den ligger i den autonoma regionen Madrid, i den centrala delen av landet, 40 km väster om huvudstaden Madrid. Antalet invånare är 3 111 (2024).